# Молочай древний
Молочай древних, Молочай древний (лат. Euphorbia antiquorum) — типовой вид рода Молочай (Euphorbia) семейства Молочайные (Euphorbiaceae).

## Ботаническое описание
Суккулентное дерево или кустарник с округлой кроной высотой до 10 и более метров. Многоразветвленные побеги трёх-пятигранные, слегка крылатые по краям, покрыты зубцами. Образуются небольшие колючие щитки и шипы длиной до 6 мм. 
Листья яйцевидные, недолговечные и почти сидячие длиной около 5 мм и шириной 4 мм.
Отдельные простые кисти формируются на стеблях длиной 8 мм. Соцветия — циатии длиной около 7 мм. Удлинённые нектарные железы желтоватого цвета соприкасаются друг с другом. Плод с тупыми лопастями достигает 8 мм в диаметре и находится на плодоножке длиной 2 мм. Шаровидное семя гладкое, размером 2 мм.

## Распространение и систематика
Широко распространён в Индии, Пакистане, Шри-Ланке, Мьянме, Индокитае и Таиланде в сухих и вечнозелёных лесах на высоте до 750 метров над уровнем моря.
Впервые вид был научно описан Карлом Линнеем в 1753 году и является типовым видом рода Euphorbia.

## Применение
В Восточной Азии растение используют в качестве живой изгороди, в лекарственных целях (слабительное, болеутоляющее, при болезнях кожи), а из молодых побегов после кипячения готовят сладости. Млечный сок растения добавляют в смесь для штукатурки стен.